# Schloss Maierhofen

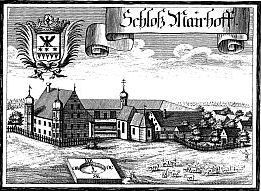
Schloss Maierhofen nach einem Stich von Michael Wening (1700)

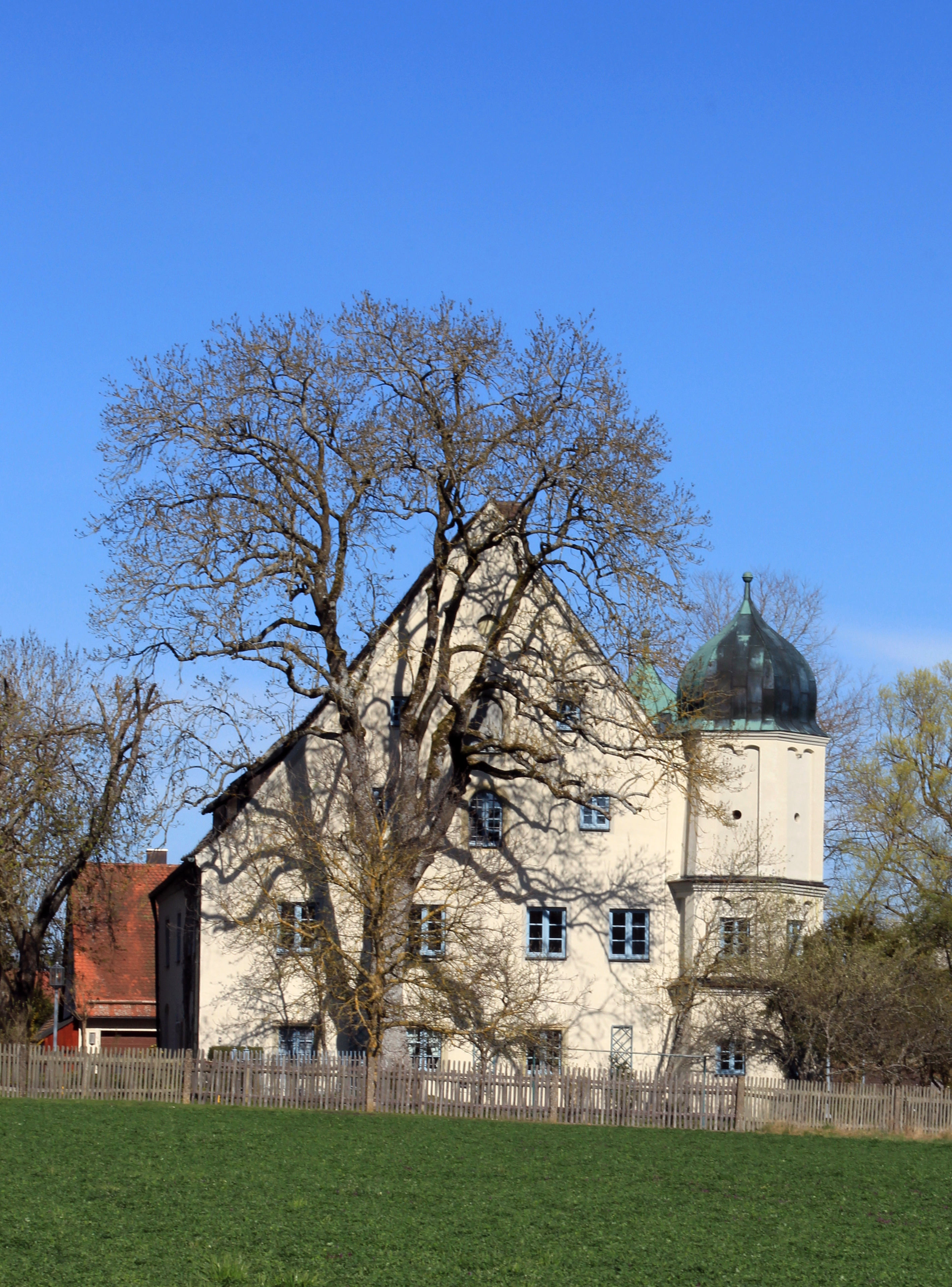
Schloss Maierhofen (2020)

Das Schloss Maierhofen liegt im Ortsteil Maierhofen der niederbayerischen Marktgemeinde Painten im Landkreis Kelheim. Das Schloss ist als „landschaftsprägendes Baudenkmal“ unter der Denkmalnummer D-2-73-159-10 in der Bayerischen Denkmalliste eingetragen. Ebenso wird die Anlage als Bodendenkmal unter der Aktennummer D-2-7036-0174 im Bayernatlas als „untertägige mittelalterliche und frühneuzeitliche Befunde im Bereich des Schlosses und der Kath. Nebenkirche St. Sebastian, ehemals Schlosskapelle, in Maierhofen, zuvor wohl mittelalterliche Burg“ geführt. 

## Beschreibung
An der Stelle des heutigen Schlosses stand um 1100 der Hof eines Meiers, von dem aus die Rodung der umliegenden Gegend ihren Ausgang genommen hat. Aufgrund des Namens kann man annehmen, dass dieses Anwesen noch keine Befestigungsmerkmale aufgewiesen hat. 1435 wird hier ein „Sitz, genannt der Mairhof“ erwähnt, 1558 wird Maierhofen als Edelmannsitz bezeichnet und 1597 heißt es in einer Landesbeschreibung „Maierhofen, ein Hofmark, ein Herrenhaus“, allerdings wird auf einer Landkarte von 1561 „Mayerhoff“ mit Kirche, Turm und Torturm abgebildet, was auf eine zwischenzeitlich entstandene Burg hinweist.
Zwischen 1596 und 1601 wurde im Auftrag des dem damaligen Besitzers, dem Kloster Prüfening, der heute vorhandene Schlossbau errichtet. Dieser ist ein zweigeschossiger Satteldachbau mit zwei polygonalen Ecktürmen. Wie man aus dem Stich von Michael Wening ersehen kann, gehörte zu der Anlage ein Wirtschaftshof und eine Kapelle.
Die Schlosskapelle mit einem Zwiebelturm und einer von Langhaus abgesetzten Apsis wurde 1713 errichtet und war ursprünglich dem hl. Laurentius geweiht. Heute ist dies die Filialkirche St. Sebastian der Pfarrei Painten. Die Kirche besitzt ein 3-stimmiges Te-Deum-Geläute mit der Tonfolge fis-a-h. Die kleinere der Glocken stammt aus der Zeit um 1500, die beiden größeren wurden 1949 von der Glockengießerei Petit & Gebr. Edelbrock in dem nordrhein-westfälischen Gescher gefertigt.
Die Anlage wurde zwischen 1981 und 1986 saniert. Zu der Anlage gehört heute eine barocke Parkanlage mit einem Teepavillon sowie einem kleinen Rosen- und Kräutergarten. Von 2003 bis 2018 wurde das Schloss als Unternehmerschule genutzt, in der Gegenwart (2020) ist hier eine Hochzeitslocation eingerichtet.

## Geschichte
Maierhofen war bis zum 12. Jahrhundert im Besitz der Babonen. Die spätere Hofmark Meierhofen fiel zu nicht bekannter Zeit an die Wittelsbacher und wird bayerisches Lehen. Maierhofen wird erstmals 1186/87 in einer Tradition des Klosters Prüfening genannt, dürfte aber bereits um 1100 bestanden haben.
Das Ortsadelsgeschlecht der Herren von Maierhofen tritt 1275 erstmals mit einem ihrer Vertreter, der Richter in Riedenburg war, in Erscheinung. 1296 wird Ludwig Maierhofer als Prokurator des Klosters Prüfening genannt. Bei weiteren Familienmitgliedern der Familie ist sicher, dass sie auch in Maierhofen ihren Wohnsitz hatten, z. B. „Hainrich den Mairhover zu Mairhoven gesessen“ (1378) oder seine mutmaßlichen Söhne „Werner der Mairhofaer zu dem Mairhof“ und „Hainrich der junger Mairhofer zu Mairhofen“. Weitere Nachkommen besitzen zwar das Lehen Mairhofen, wohnen aber in Kelheim. Als letzter dieser Familie wird 1469 ein Caspar Mairhofer genannt.
Dann folgen die Pogner als Lehensträger. 1487  und 1524 wird hier Christoph Pogner genannt, ihm folgt sein Sohn Lorenz Pogner, dessen Sohn Christoph verkauft Maierhofen 1555 an Johann Giesser zu Winzer. Seine Söhne Albrecht und Hans erhalten das Lehen 1580, verkaufen es aber 1591 unter Abt Gregor IV. von Prüfening an das Kloster Prüfening. Um 1596–1601 wird der heutige Schlossbaus errichtet. 1650 wird die Hofmark an den Jesuitenorden um 2500 Gulden und 100 Taler Leihkauf verkauft. Dieser Handel scheint aber nicht zustande gekommen zu sein, denn zeitgleich liegt ein Lehensrevers von Wolf Jacob Freymann zu Randeck, Ober- und Unteressing vor. Ihm folgt 1667 David Stich von Allersburg, Pflegskommissär von Velburg. 1678 ist hier Friedrich Albrecht Thumbs von Neuburg an der Donau, Pfleger zu Lupburg, 1689 kommt die Hofmark an den Hofgerichtszahlmeister Hans Georg Huefnagel.
Am 6. Februar 1691 befiehlt Kurfürst Max II. Emmanuel die Verlehnung der Hofmark an den Hofbaumeister Enrico Zuccalli. Nach dessen Tod († 1724) wird sein Sohn Josef Clement Zucalli der Nachfolger; in der Familie Zucalli verbleibt Maierhofen bis 1771, dann tritt Melchior Gruber kurzfristig als Lehensträger auf.  1772 kommt die Hofmark an Theodor von Fabris und dann an seinen Sohn Anton Wilhelm von Fabris. Diese Familie ist bis 1820 mit der Hofmark belehnt. Während der napoleonischen Kriege wurde Schloss Maierhofen zu einer Truppenunterkunft und die letzte Hofmarksherrin Sabine von Fabris musste 1820 das Anwesen hochverschuldet verkaufen.
1831 bis 1897 lebte die Familie Hussl im Schloss Maierhofen und betrieb eine in der  Nähe gelegene Steingutfabrik. Danach wurde das Schloss als Bauernhof genutzt. 1939 erwarb der Kunstmaler Knaus das heruntergewirtschaftete Anwesen; dessen Frau Hermine lebte bis 1980 allein im Schloss, das sich in einem zunehmend schlechteren Zustand befand. 1981 bis 1986 sanierte das Unternehmerehepaar Gerhild und Hans-Peter Anderl aus München mit großem Aufwand das Schloss. Die Ehefrau lebte bis nach der Jahrtausendwende hier. Dann richteten Peter und Katja Schuhknecht von 2003 bis 2018 ein Ausbildungsinstitut für den Mittelstand ein. Gegenwärtig ist das Anwesen im Besitz der Familie Oswald, die hier eine Hochzeitslocation betreiben.